# 川村雅未
川村 雅未（かわむら まさみ、1999年7月13日 - ）は、日本の女子ラグビーユニオン選手。

## プロフィール
- 広島県出身[1]。
- ポジションはナンバーエイト(No8)。
- 身長 172cm、体重 66kg
- 女子日本代表キャップは4。（2022年11月現在）

## 略歴
2018年、石見智翠館高校卒業後、流通経済大学に入る。
2022年、流通経済大学卒業。同年7月24日に行われた太陽生命 JAPAN RUGBY CHALLENGE SERIES 2022女子南アフリカ代表戦にて途中出場で女子日本代表初キャップを獲得した。同年9月、ラグビーワールドカップ2021の女子日本代表に選ばれた。